# Rabot-Gletscher
Der Rabot-Gletscher ist ein rund 16 km langer Gletscher in der antarktischen Ross Dependency. In der Queen Elizabeth Range des Transantarktischen Gebirges fließt er vom Mount Rabot zwischen Mount Counts und dem Bartrum-Plateau in westlicher Richtung zum Marsh-Gletscher.
Teilnehmer einer von 1961 bis 1962 durchgeführten Kampagne der New Zealand Geological Survey Antarctic Expedition (1961–1962) benannten ihn in Anlehnung an die Benennung des Mount Rabot. Dessen Namensgeber ist der französische Geograph und Glaziologe Charles Rabot (1856–1944).